# Reformierte Kirche Clugin

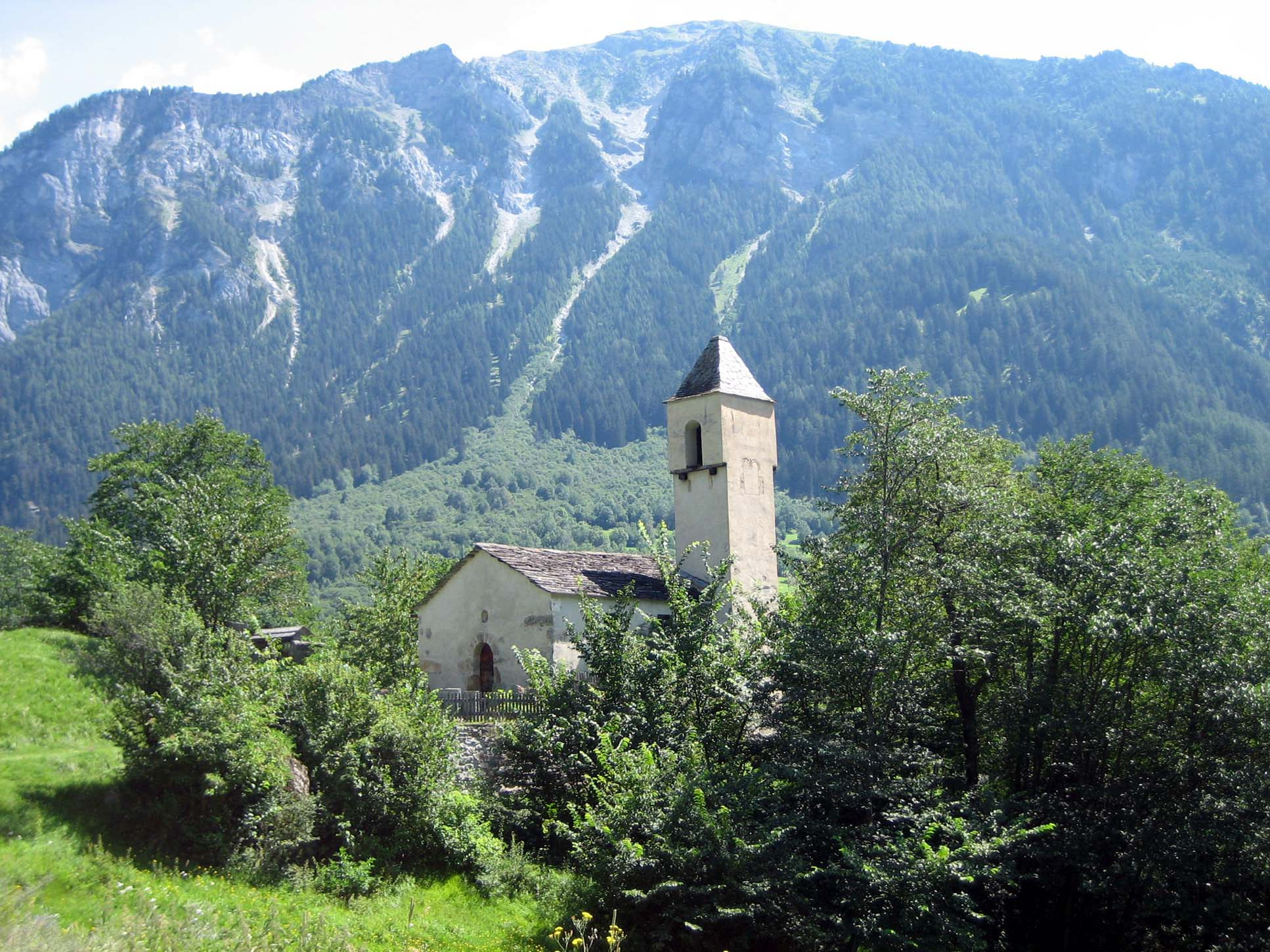
Kirche von Clugin

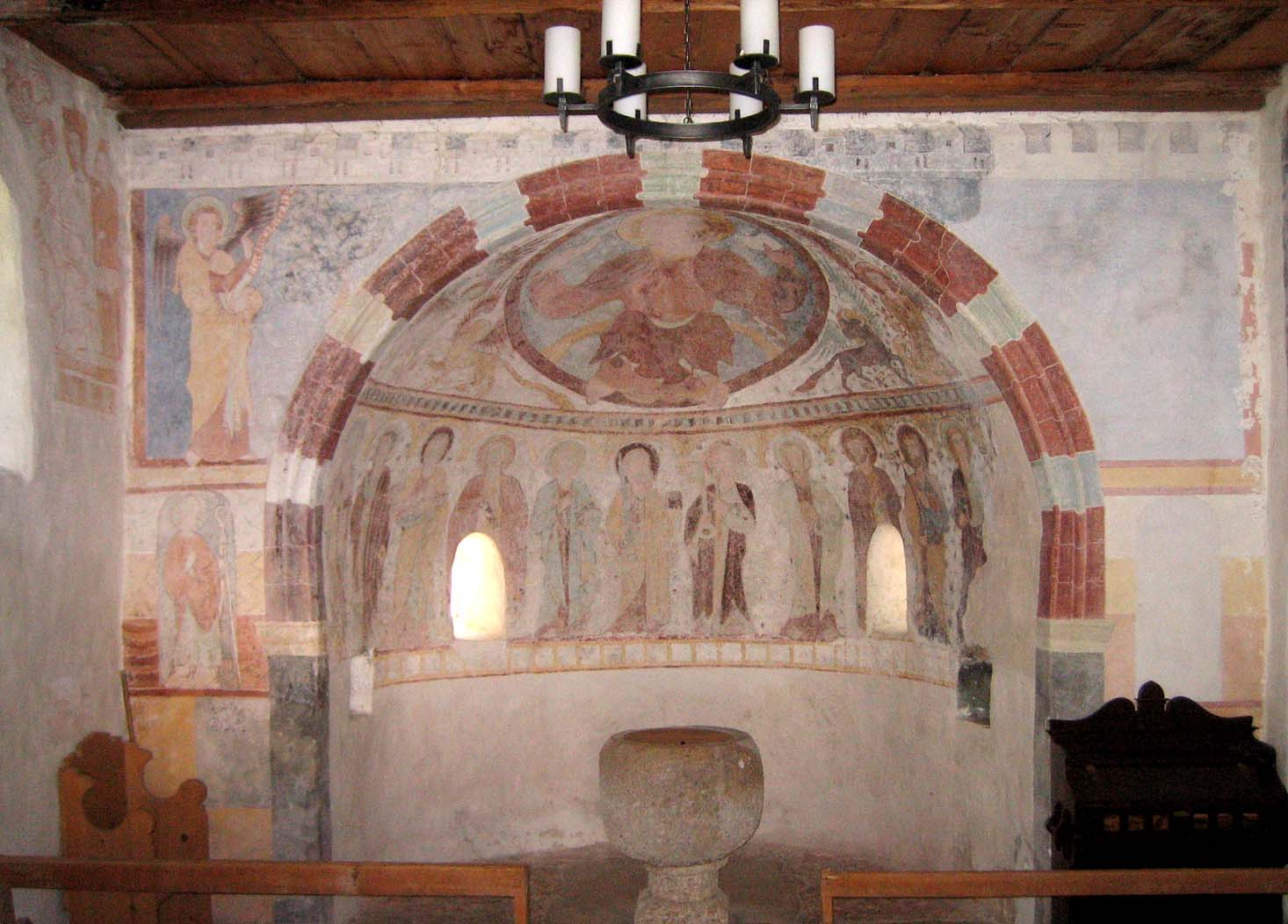
Innenraum

Die reformierte Kirche von Clugin im Schams im Kanton Graubünden ist ein denkmalgeschütztes evangelisch-reformiertes Gotteshaus.

## Geschichte und Ausstattung
Die Kirche zeugt mit einem rechteckigen Schiff und einer runden Apsis von romanischem Stil. Restauriert wurde sie 1944 und von 1949 bis 1952.
Der Kirchturm, dessen Fenster von ältester Bausubstanz später vermauert wurden, fügt sich im Süden eigenwillig an die Fassade zwischen Schiff und Chor.
Das Kircheninnere wird geziert von Wandmalereien sowohl des berühmten Waltensburger Meisters als auch des zwei Generationen späteren Rhäzünser Meisters. Dominant im Zentrum steht der nicht datierbare Taufstein mit Kugelschale.

## Kirchliche Organisation
Clugin schloss sich 1530 der Reformation an. Lange Zeit im Verbund mit den Dörfern des Unteren Schamserbergs, ist es heute fusioniert mit Andeer und Pignia innerhalb der Evangelisch-reformierten Landeskirche Graubünden.

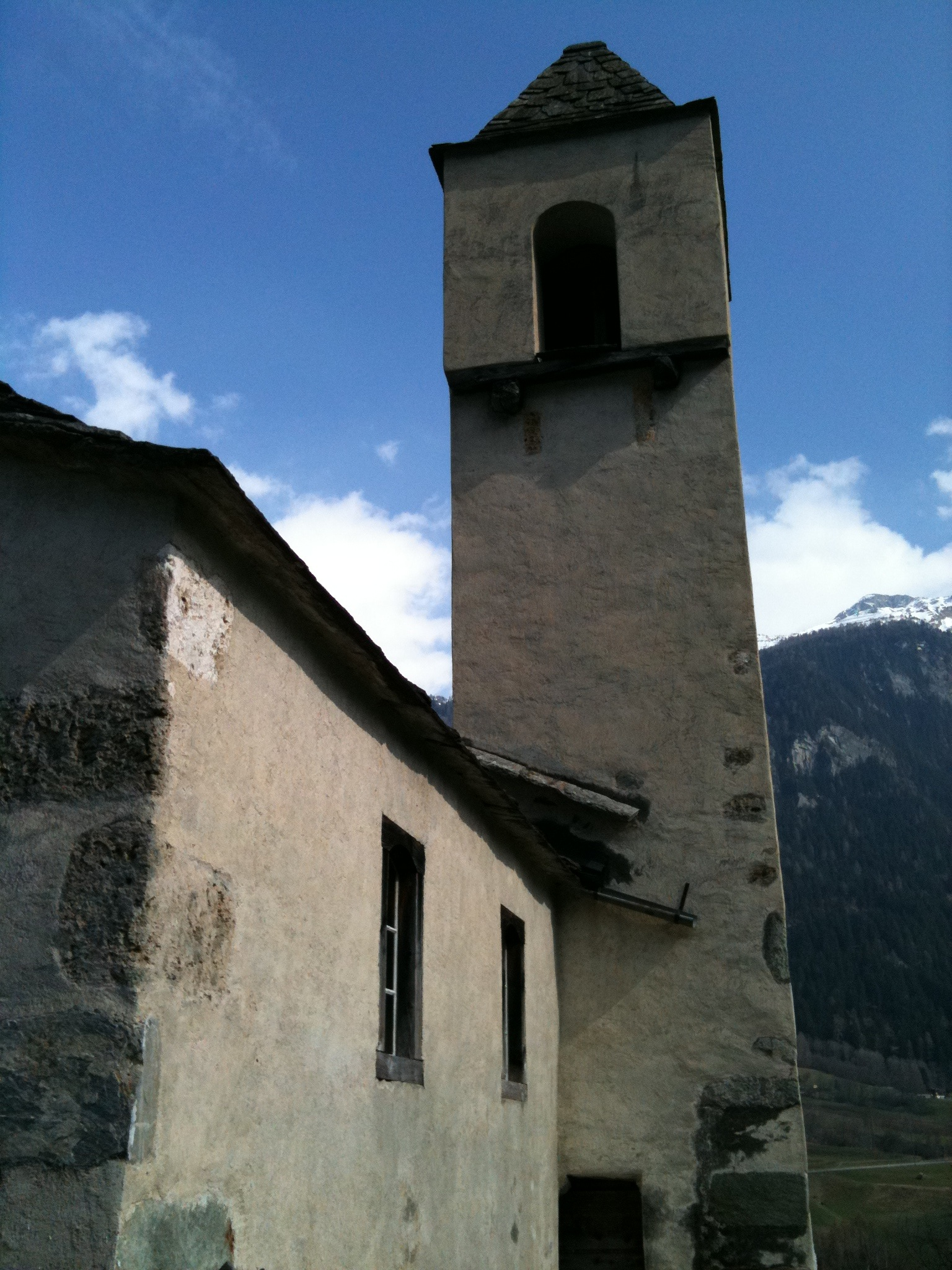
Kirchturm
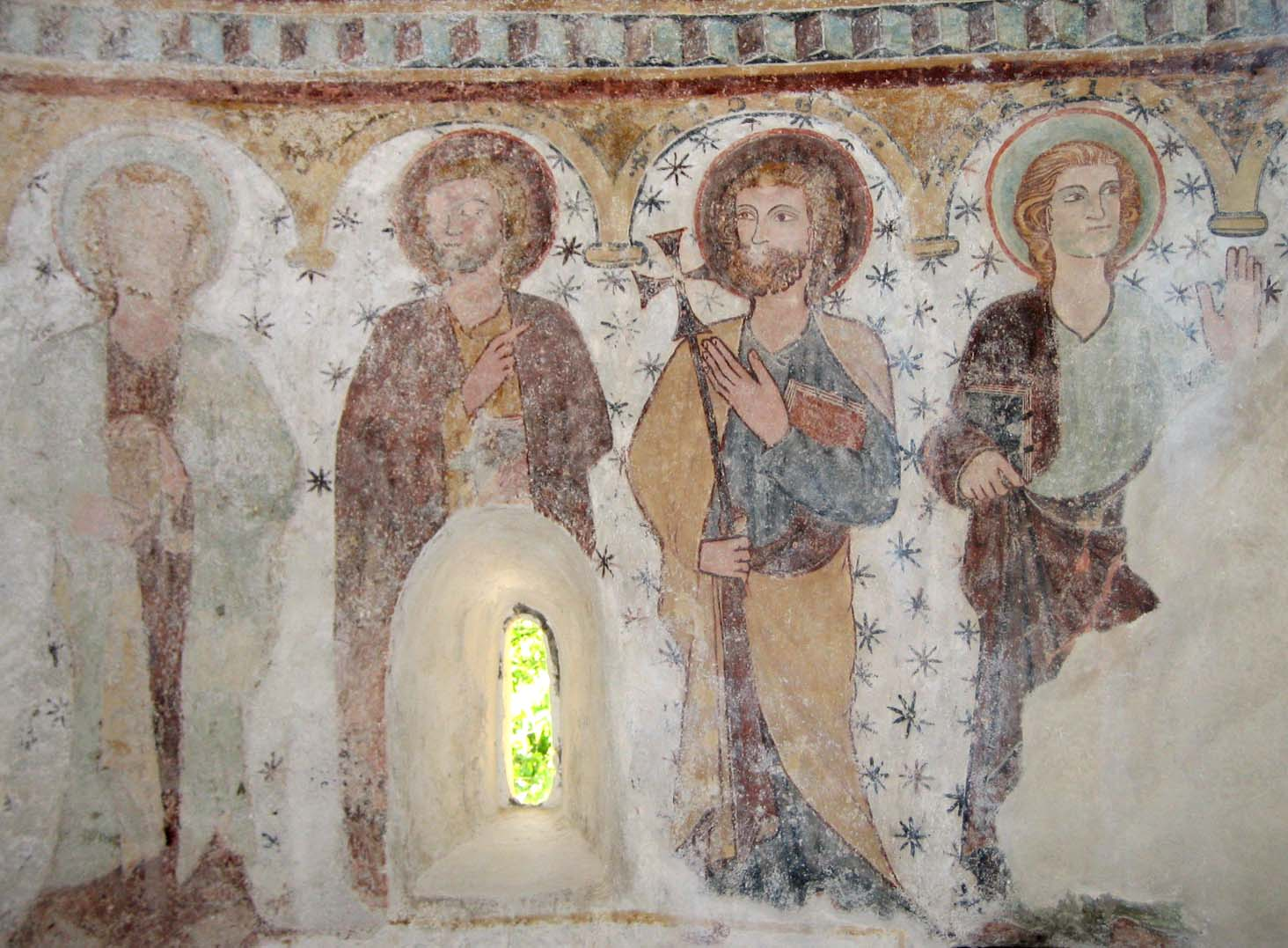
Apostel
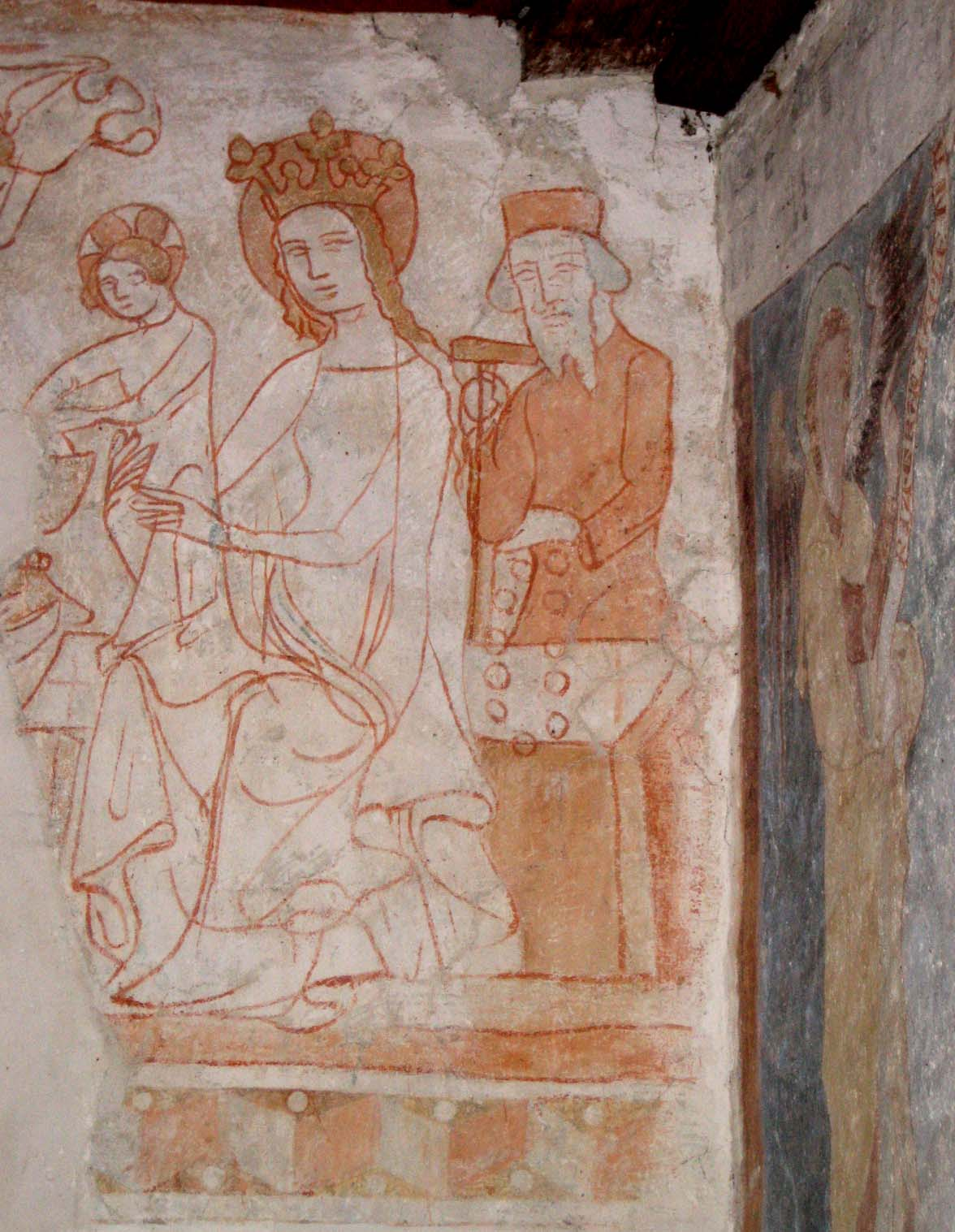
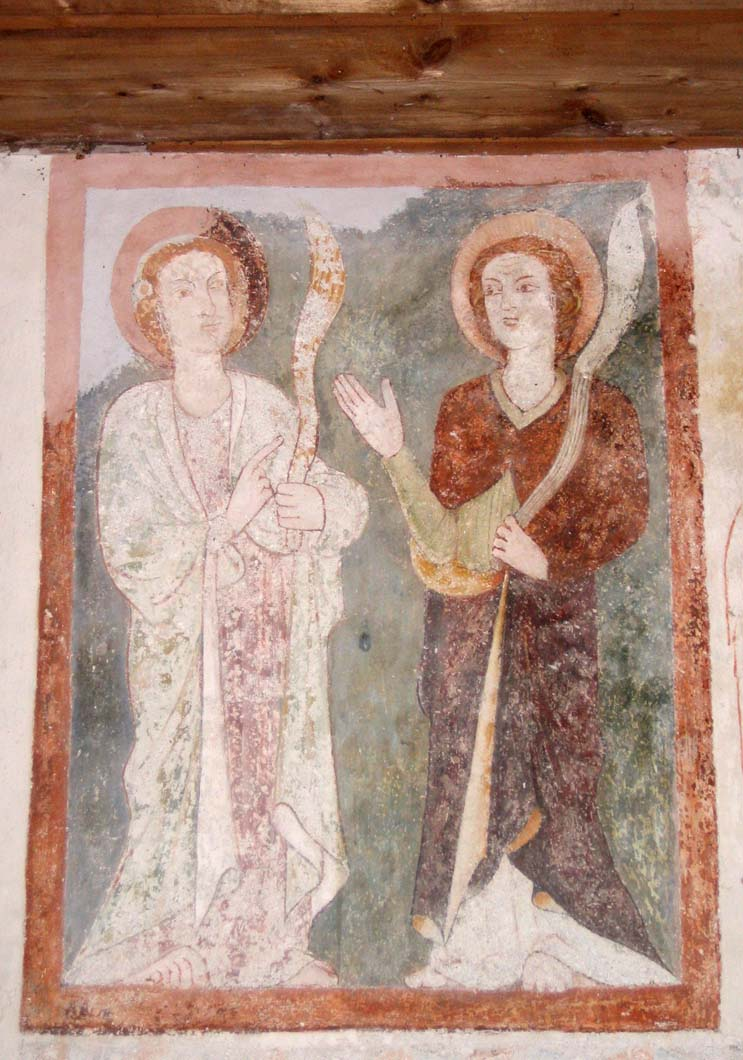